# Longueville (Pas-de-Calais)
Longueville település Franciaországban, Pas-de-Calais megyében. Lakosainak száma 147 fő (2022. január 1.). Longueville Bainghen, Brunembert, Henneveux, Nabringhen és Surques községekkel határos.

## Népesség
A település népességének változása:
| Lakosok száma | 130  | 136  | 138  | 141  | 144  | 147  | 147  | 147  |
|               | 2013 | 2015 | 2017 | 2018 | 2019 | 2020 | 2021 | 2022 |